# Central (Utah)
Central es un lugar designado por el censo situado en el condado de Washington, Utah  (Estados Unidos). Según el censo de 2010 tenía una población de 613 habitantes.

## Demografía
Según el censo de 2010, Central tenía una población en la que el 96,1% eran blancos, 0,0% afroamericanos, 0,5% amerindios, 0,8% asiáticos, 0,0% isleños del Pacífico, el 1,8% de otras razas, y el 0,8% pertenecían a dos o más razas. Del total de la población el 3,6% eran hispanos o latinos de cualquier raza.